# Бактериальный мат
Бактериальные маты — биоценозы, состоящие из прокариот и располагающиеся на дне водоёмов или в их прибрежной зоне.
По форме наиболее похожи на плёнки плесени.
Древние бактериальные маты являлись единственными биоценозами на Земле.
В настоящее время наибольшее распространение имеют бактериальные маты в горячих источниках.
Осенью 2013 года появилось сообщение, что в западной части Австралии группа исследователей из Австралии и США обнаружила несколько окаменевших бактериальных матов возрастом до 3,5 миллиардов лет. Это самые старые объекты биологического происхождения. Статья об этом была напечатана в журнале Astrobiology.